# Карлайл, Джон Гриффин
Джон Гриффин Карлайл (англ. John Griffin Carlisle; 5 сентября 1834, Кентукки — 31 июля 1910, Нью-Йорк) — американский юрист, политик и государственный деятель, 35-й спикер Палаты представителей США, 41-й министр финансов США.

## Биография
Карлайл родился в большой семье в Кентукки, после окончания школы переехал в Ковингтон, где стал протеже будущего сенатора и губернатора Джона Уайта Стивенсона. Карлайл занимался юридической практикой, стал активным членом Демократической партии, в 1859 году он был избран в палату представителей штата, затем два срока был членом сената штата. С 1871 по 1875 годы Карлайл занимал пост вице-губернатора Кентукки.
В 1876 году Карлайл был избран в Палату представителей США от шестого округа Кентукки. Там он стал самым ярым борцом за снижение пошли с целью увеличения экспорта и снижения цен. В 1883 году он был избран спикером Палаты представителей. Перед президентскими выборами 1884 года Карлайл рассматривался как один из возможных кандидатов от Демократической партии, однако ему предпочли Гровера Кливленда. После победы республиканца Бенджамина Гаррисона на президентских выборах 1888 года сторонники Карлайла в Палате представителей оказались в меньшинстве.
В 1890 году Карлайл заменил скончавшегося Джеймса Бека в Сенате, где вновь яро выступал против повышения пошлин и в частности голосовал против тарифа Маккинли. Проводимая республиканцами и демократами-протекционистами политика высоких пошлин в итоге оказалась непопулярной и на президентских выборах 1892 года вновь победил Кливленд, причём Карлайл вновь рассматривался как один из вероятных кандидатов. В 1893 году Карлайл был назначен министром финансов в кабинете Кливленда, через несколько недель США потряс крупный финансовый кризис. Действия правительства по разрешению кризиса были малоэффективными, и хотя к 1896 году экономическая ситуация начала исправляться, Демократическая партия понесла серьёзный политический ущерб. Самого Карлайла во время чтения речи о едином золотом стандарте доллара в Ковингтоне забросали тухлыми яйцами. После окончания президентского срока Кливленда в 1897 году закончилась и политическая карьера Карлайла. В последние годы жизни он занимался юридической практикой в Нью-Йорке.